# احمر (تامدة)
احمر هو دُوَّار يقع بجماعة كدية بني دغوغ، إقليم سيدي بنور، جهة الدار البيضاء سطات في المملكة المغربية. ينتمي الدوّار لمشيخة تامدة التي تضم 20 دواوير. يقدر عدد سكانه بـ 173 نسمة حسب الإحصاء الرسمي للسكان والسكنى لسنة 2004.

## روابط خارجية
- البوابة الوطنية للجماعات الترابية
- المندوبية السامية للتخطيط